# Zyginella angusta
Zyginella angusta är en insektsart som beskrevs av Irena Dworakowska 1994. Zyginella angusta ingår i släktet Zyginella och familjen dvärgstritar. Inga underarter finns listade i Catalogue of Life.